# Panchrysia ornata
Panchrysia ornata är en fjärilsart som beskrevs av Bremer 1864. Panchrysia ornata ingår i släktet Panchrysia och familjen nattflyn. Inga underarter finns listade i Catalogue of Life.